# Cacajao amuna

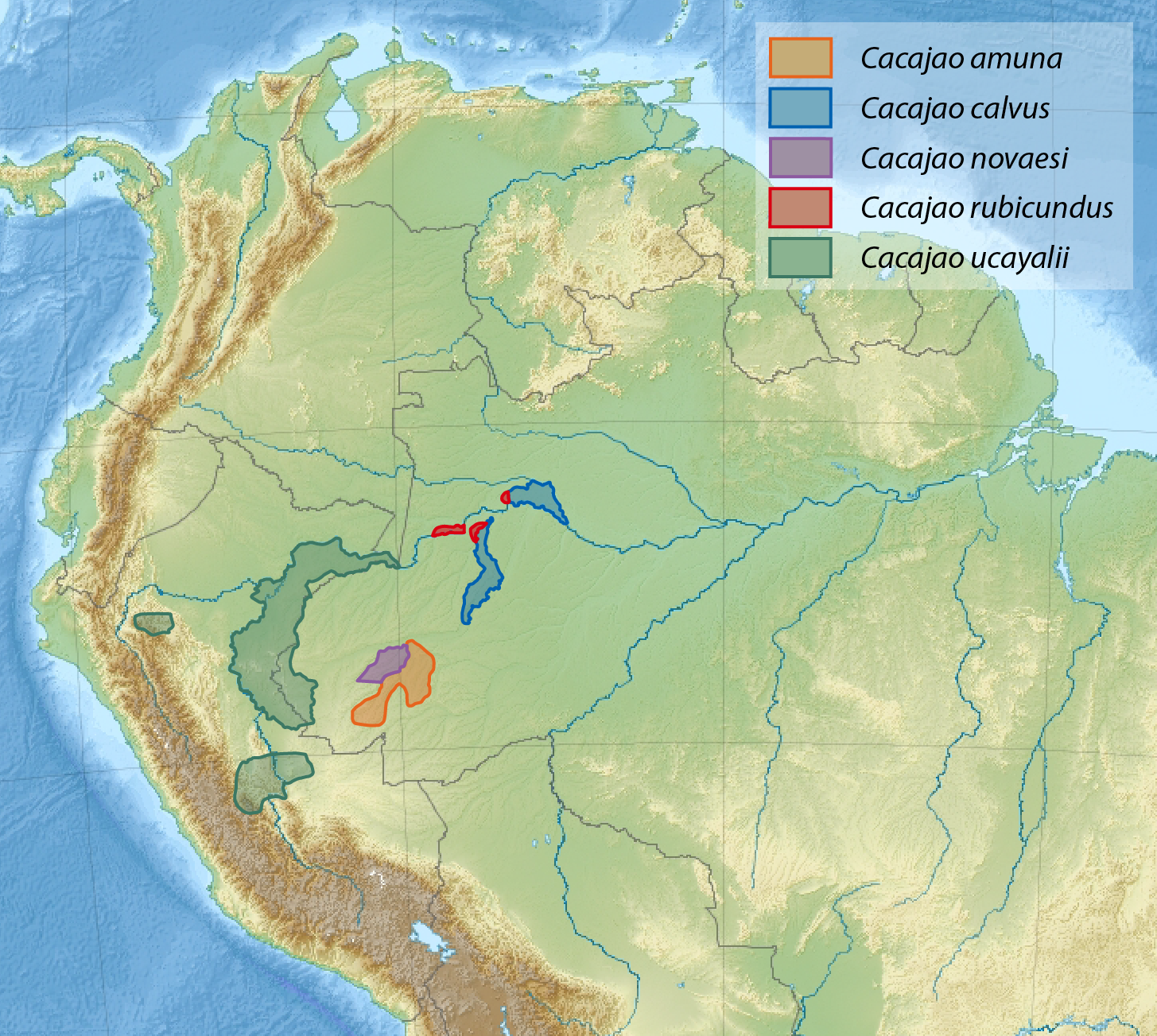
Orange – das Verbreitungsgebiet von Cacajao amuna

Cacajao amuna ist eine Primatenart aus der Gattung der Uakaris innerhalb der Sakiaffen (Pitheciidae). Sie kommt im westlichen brasilianischen Amazonasgebiet im Bundesstaat Acre und im Südwesten von Amazonas vor. Das Verbreitungsgebiet ist etwa 30.000 km² groß und liegt östlich des Rio Tarauacá. Cacajao amuna lebt dort in Várzea-AuwäldeNr, die von sedimentreichen Weißwasserflüssen periodisch überflutet werden. Die Art wurde erst im Mai 2022 erstbeschrieben und nach dem indigenen Volk der Amuna-dyapas, einer Untergruppe der Kanamari benannt. Als englischer Trivialname wurde die Bezeichnung „Kanamari white uakari“ vorgeschlagen.

## Merkmale
Wie alle Kahlkopf-Uakaris ist Cacajao amuna durch einen roten, unbehaarten Kopf, ein langes, zotteliges Fell und einen relativ kurzen, buschigen Schwanz charakterisiert. Das Fell von Cacajao amuna ist fast völlig weiß und es zeigt auch keinen leicht gelblichen, grauen oder rötlichen Einschlag, wie es beim Weißen Uakari (Cacajao calvus), der Schwesterart der Fall ist. Der Backenbart ist rötlich-kastanienfarben und heller als der schwärzliche oder rotbraune Backenbart des Weißen Uakari. Die Unterarme sind etwas gelblich angehaucht, die Haare auf Händen und Füßen sind orange oder grau und die Unterseite des Schwanzes ist cremefarben.

## Systematik
Die Affenart wurde im Mai 2022 erstmals wissenschaftlich beschrieben. Mit der Erstbeschreibung von Cacajao amuna bekamen die vier übrigen Kahlkopf-Uakari-Taxa, die vorher alle als Unterarten von Cacajao calvus galten, den Status eigenständiger Arten. Alle Kahlkopf-Uakaris sind jedoch nah miteinander verwandt und wurden erst in den letzten 300.000 Jahren mit der Ausbildung des heutigen Systems von Flüssen und Flussinseln voneinander getrennt.

## Gefährdung
Die Entwaldungsrate im Lebensraum von Cacajao amuna ist deutlich höher als die im Lebensraum des Weißen Uakaris oder des Novae-Kahlkopf-Uakaris (Cacajao novaesi). Im Bundesstaat Acre liegt einer der Hotspots der Entwaldung, dort gibt es verschiedene expandierende Städte, z. B. Feijó oder Tarauacá und der Lebensraum von Cacajao amuna wird von der Bundesstraße BR-364 durchschnitten.